# Giải bóng đá ngoại hạng Iraq 1992-93
Giải bóng đá ngoại hạng Iraq 1992–93 là mùa giải thứ 19 của giải đấu kể từ khi thành lập năm 1974. Đội vô địch là Al-Talaba với lần thứ 4 trong lịch sử, trở thành đội bóng thành công nhất ở kỷ nguyên Ngoại hạng thời điểm đó. Giải đấu có 69 vòng đấu (tổng cộng 828 trận), trở thành giải có nhiều vòng đấu nhất lịch sử giải bóng đá Iraq. Vì vậy, Hiệp hội bóng đá Iraq quyết định không cầu thủ nào được thi đấu hơn 46 vòng. Sau 46 vòng, IFA quyết định loại 5 đội, và thay vào đó 5 đội mới để thi đấu 23 trận còn lại ở vị trí đó, lấy luôn thành tích mà đội bóng trước để lại.

## Thay đổi tên gọi
- Al-Tayaran đổi tên thành Al-Khutoot.

## Bảng xếp hạng
| Vị thứ | Đội bóng          | St | W  | D  | L  | BT  | BB  | HS   | Đ   | Giành quyền hoặc xuống hạng                                   |
| 1      | Al-Talaba (C)     | 69 | 46 | 18 | 5  | 130 | 34  | +96  | 110 |                                                               |
| 2      | Al-Zawraa         | 69 | 43 | 17 | 9  | 134 | 41  | +93  | 103 | Cúp các câu lạc bộ đoạt cúp bóng đá quốc gia châu Á 1993–94 1 |
| 3      | Al-Quwa Al-Jawiya | 69 | 43 | 15 | 11 | 114 | 47  | +67  | 101 |                                                               |
| 4      | Al-Shorta         | 69 | 33 | 22 | 14 | 102 | 51  | +51  | 88  |                                                               |
| 5      | Al-Jaish          | 69 | 29 | 29 | 11 | 83  | 49  | +34  | 87  |                                                               |
| 6      | Al-Karkh          | 69 | 29 | 24 | 16 | 94  | 64  | +30  | 82  |                                                               |
| 7      | Al-Naft           | 69 | 24 | 30 | 15 | 83  | 75  | +8   | 78  |                                                               |
| 8      | Al-Sinaa          | 69 | 26 | 22 | 21 | 72  | 57  | +15  | 74  |                                                               |
| 9      | Samaraa           | 69 | 24 | 24 | 21 | 83  | 80  | +3   | 72  |                                                               |
| 10     | Salahaddin        | 69 | 24 | 23 | 22 | 82  | 69  | +13  | 71  |                                                               |
| 11     | Al-Minaa          | 69 | 21 | 28 | 20 | 60  | 70  | –10  | 70  |                                                               |
| 12     | Al-Khutoot        | 69 | 23 | 21 | 25 | 59  | 62  | –3   | 67  |                                                               |
| 13     | Al-Kut            | 69 | 21 | 24 | 24 | 84  | 76  | +8   | 66  |                                                               |
| 14     | Al-Najaf          | 69 | 20 | 26 | 23 | 78  | 72  | +6   | 66  |                                                               |
| 15     | Al-Ramadi         | 69 | 21 | 24 | 24 | 72  | 79  | –7   | 66  |                                                               |
| 16     | Al-Mosul          | 69 | 20 | 26 | 23 | 70  | 91  | –21  | 66  |                                                               |
| 17     | Al-Diwaniya       | 69 | 18 | 26 | 25 | 62  | 67  | –5   | 62  |                                                               |
| 18     | Al-Umal 2         | 69 | 16 | 27 | 26 | 55  | 82  | –27  | 59  |                                                               |
| 19     | Al-Nasiriya 3     | 69 | 17 | 25 | 27 | 61  | 93  | –32  | 59  |                                                               |
| 20     | Diyala 4          | 69 | 14 | 25 | 30 | 64  | 96  | –32  | 53  |                                                               |
| 21     | Karbalaa 5        | 69 | 12 | 23 | 24 | 37  | 88  | –51  | 47  |                                                               |
| 22     | Erbil             | 69 | 12 | 21 | 36 | 67  | 119 | –52  | 45  |                                                               |
| 23     | Kirkuk            | 69 | 7  | 25 | 37 | 49  | 115 | –66  | 39  |                                                               |
| 24     | Al-Sulaymaniya 6  | 69 | 7  | 10 | 52 | 44  | 162 | –118 | 24  | Xuống hạng Iraq Division 1                                    |

- 1 Al-Zawraa giành quyền tham gia Cup Winners' Cup khi vô địch Cúp bóng đá Iraq.
- 2 Al-Umal thay cho Al-Tijara sau 46 trận đấu, lấy thành tích của Al-Tijara tại thời điểm đó.
- 3 Al-Nasiriya thay cho Al-Amana sau 46 trận đấu, lấy thành tích của Al-Amana tại thời điểm đó.
- 4 Diyala thay cho Al-Shabab sau 46 trận đấu, lấy thành tích của Al-Shabab tại thời điểm đó.
- 5 Karbalaa thay cho Al-Salam sau 46 trận đấu, lấy thành tích của Al-Salam tại thời điểm đó.
- 6 Al-Sulaymaniya thay cho Al-Dawr Al-Ahly sau 46 trận đấu, lấy thành tích của Al-Dawr Al-Ahly tại thời điểm đó.

## Vua phá lưới
| Vị thứ | Cầu thủ      | Bàn thắng | Đội bóng          |
| ------ | ------------ | --------- | ----------------- |
| 1      | Karim Saddam | 33        | Al-Zawraa         |
| 2      | Adnan Hamad  | 31        | Samaraa           |
| 3      | Ahmed Radhi  | 25        | Al-Zawraa         |
| 4      | Natiq Hashim | 24        | Al-Quwa Al-Jawiya |